# Hammarby Talang FF
Der Hammarby Talang Fotbollförening, oftmals mit Hammarby Talang FF, Hammarby TFF oder HTFF abgekürzt, ist ein schwedischer Fußballverein aus Stockholm. Der 2002 als Farmteam von Hammarby IF gegründete Klub nahm zeitweise nicht mehr am Spielbetrieb teil, ehe er 2021 in die drittklassige Division 1 zurückkehrte.

## Geschichte
Anfang 2002 initiierte der seinerzeitige Erstligist Hammarby IF die Gründung eines weiteren Vereins, um seinen Nachwuchsspielern die Möglichkeit zu geben, im Pflichtspieleinsatz an den Profifußball herangeführt zu werden. Dazu schloss der Klub eine Vereinbarung mit dem Fünftligisten Pröpa SK, dessen Kader zunächst mit Nachwuchsspielern von Hammarby IF ergänzt wurde. Am Jahresende übernahm der neue Klub neben dem Kader den Startplatz der Mannschaft, die als Staffelsieger der Division 4 Stockholm Mellersta in die vierte Liga aufgestiegen war.
Unter dem neuen Namen Hammarby TFF belegte der Klub in der Spielzeit 2003 in seiner Viertligastaffel den letzten Nicht-Abstiegsplatz, ehe im folgenden Jahr als Staffelsieger vor Arameiska/Syrianska KIF der Durchmarsch in die dritte Liga bewerkstelligt wurde. Hier wurde die Mannschaft Opfer einer Ligareform und musste als Tabellenachter der Staffel Östra Svealand direkt wieder absteigen. In der vierten Liga platzierte sich der Klub zunächst im hinteren Ligabereich und schaffte in der Spielzeit 2007 lediglich aufgrund der Auswärtstorregel in den Relegationsspielen gegen Huddinge IF den Klassenerhalt. In den folgenden beiden Spielzeiten kehrte die Mannschaft ins Aufstiegsrennen zurück und stieg 2009 mit 16 Siegen aus 22 Spielen als Staffelsieger in die Division 1 auf. Am Ende der Spielzeit 2011 stieg der Klub wieder ab. Aufgrund strengerer Auflagen bezüglich Farmteams durch den Svenska Fotbollförbundet wurde die Mannschaft anschließend aufgelöst.
Nachdem zwischenzeitlich Hammarby Talang FF mit ausschließlich Jugendmannschaften wieder eingeführt worden war, hatte Hammarby IF 2018 eine Kooperation mit dem seinerzeitigen Zweitligisten IK Frej vereinbart. Später bildete Hammarby Talang FF in der sechstklassigen Division 4 eine U-23-Mannschaft. Nach dem Abstieg von IK Frej in die Division 1 geriet der Klub jedoch in finanzielle Schwierigkeiten und beschloss Anfang 2021 den Rückzug in den unteren Amateurbereich. In diesem Zug tauschten IK Frej und Hammarby Talang FF die jeweiligen Startplätze, so dass HTFF ab der Spielzeit 2021 wieder in der Division 1 antrat. Hier etablierte sich die Mannschaft im mittleren Tabellenbereich.